# Andrea Amato (cestista)
Andrea Amato (Milano, 12 marzo 1994) è un cestista italiano, che gioca come playmaker, nell'Urania Milano, di cui è capitano.

## Carriera
Inizia il suo percorso cestistico nel 2007, nelle giovanili dell’Olimpia Milano. 
Il 12 luglio 2012, ha esordito con la Nazionale Under-18 su un campo allestito sulla portaerei Cavour contro la Svezia risultando con 14 punti il miglior realizzatore della gara. In quella estate, ha giocato gli Europei Under 18 a Vilnius, segnando 4,7 punti di media.
Nel 2013, al suo ultimo anno delle giovanili all’Olimpia Milano, ha partecipato sia al campionato Nazionale U19, che al campionato di DNB con la formula del doppio tesseramento con la Sangiorgese (di Legnano), con cui ha segnato 8,8 punti e 2,7 assist di media, raggiungendo la finale play-off per salire di categoria. 
Nello stesso anno, è stato capocannoniere delle finali nazionali Under 19 con 25,6 punti di media a partita.
A livello senior, esordisce nei semi-professionisti nel 2013-14 in prestito alla Junior Casale Monferrato e chiude la stagione con 4,0 punti di media in 14 minuti di utilizzo.
Nella stagione successiva, sempre a Casale, segna 8,8 punti con 1,7 assist, 1,9 rimbalzi in 20,4 minuti di impiego a partita, con il 42,3% nel tiro da tre.
Nel giugno del 2015, firma il primo contratto professionistico pluriennale con l'Olimpia Milano, con cui fa il suo esordio, oltre che in Serie A, anche nelle competizioni europee di Eurolega ed Eurocup. 
Nell'ottobre del 2015, fa parte della spedizione dell'Olimpia Milano, negli Stati Uniti, giocando due importanti Exibition Games contro il Maccabi Telaviv, la prima allo United Center di Chicago, la seconda al Madison Square Garden di New York.
Nel febbraio 2016, vince con Milano, la Coppa Italia battendo in finale Avellino.
Il 25 febbraio dello stesso anno, passa al Pistoia Basket 2000, con la formula del prestito, fino al termine della stagione.
Il 7 luglio 2016, passa alla Vanoli Cremona, con la formula del prestito fino al termine della stagione.
L'8 febbraio 2017, passa alla Tezenis Verona, con la formula del prestito fino al termine della stagione.. Nella stagione 2017/2018, viene confermato, dalla società veronese. Nell'estate 2018, firma un nuovo contratto con la società giallo-blù, diventando anche capitano della squadra scaligera.
Nel luglio del 2019, viene ingaggiato dall'APU Udine. Nel settembre del 2021, fa ritorno nella massima serie, venendo ingaggiato fino al 10 dicembre dello stesso anno, dalla Pallacanestro Varese.
Il 7 dicembre 2021, passa alla Pallacanestro "Andrea Pasca" Nardò, con cui chiude la stagione con 16,9 punti di media tra partite di stagione regolare, fase a orologio e play-out. Risultando il secondo miglior realizzatore italiano del campionato.
Nell'estate del 2022, firma un contratto che lo lega con l'Urania Milano, storica società del basket meneghino.. Successivamente, nel settembre 2024, diventa ufficialmente il nuovo capitano della società rosso-blù..

## Palmarès
- Coppa Italia: 1

Olimpia Milano: 2016